# Trophées des femmes en or
 (novembre 2015).
 (novembre 2023).
La mise en forme du texte ne suit pas les recommandations de Wikipédia : il faut le « wikifier ».
Les points d'amélioration suivants sont les cas les plus fréquents. Le détail des points à revoir est peut-être précisé sur la page de discussion.
- Les titres sont pré-formatés par le logiciel. Ils ne sont ni en capitales, ni en gras.
- Le texte ne doit pas être écrit en capitales (les noms de famille non plus), ni en gras, ni en italique, ni en « petit »…
- Le gras n'est utilisé que pour surligner le titre de l'article dans l'introduction, une seule fois.
- L'italique est rarement utilisé : mots en langue étrangère, titres d'œuvres, noms de bateaux, etc.
- Les citations ne sont pas en italique mais en corps de texte normal. Elles sont entourées par des guillemets français : « et ».
- Les listes à puces sont à éviter, des paragraphes rédigés étant largement préférés. Les tableaux sont à réserver à la présentation de données structurées (résultats, etc.).
- Les appels de note de bas de page (petits chiffres en exposant, introduits par l'outil «  Source ») sont à placer entre la fin de phrase et le point final[comme ça].
- Les liens internes (vers d'autres articles de Wikipédia) sont à choisir avec parcimonie. Créez des liens vers des articles approfondissant le sujet. Les termes génériques sans rapport avec le sujet sont à éviter, ainsi que les répétitions de liens vers un même terme.
- Les liens externes sont à placer uniquement dans une section « Liens externes », à la fin de l'article. Ces liens sont à choisir avec parcimonie suivant les règles définies. Si un lien sert de source à l'article, son insertion dans le texte est à faire par les notes de bas de page.
- La présentation des références doit suivre les conventions bibliographiques. Il est recommandé d'utiliser les modèles {{Ouvrage}}, {{Chapitre}}, {{Article}}, {{Lien web}} et/ou {{Bibliographie}}. Le mode d'édition visuel peut mettre en forme automatiquement les références.
- Insérer une infobox (cadre d'informations à droite) n'est pas obligatoire pour parachever la mise en page.

Pour une aide détaillée, merci de consulter Aide:Wikification.
Si vous pensez que ces points ont été résolus, vous pouvez retirer ce bandeau et améliorer la mise en forme d'un autre article.
Les Trophées Femmes en or sont un prix créé en 1993 par Framboise Holtz et Jean-Louis Sevez (créateurs et organisateurs) pour récompenser des femmes dont la réussite de l’année écoulée, qu’elle soit un aboutissement ou une étape, constitue un exemple et une source d’inspiration pour tous.
Par ces Trophées, les organisateurs et le comité d'élection souhaitent mettre en avant la solidarité, la générosité et l'universalité de femmes qui incarnent l'ensemble de notre société. Cette récompense décerne des prix dans 11 catégories. Plus de 250 femmes ont déjà été récompensées depuis la création de cette distinction.

## Fonctionnement
Un comité d'élection, composé d'une quarantaine de membres, se réunit tous les ans mi-octobre. Il est composé de 45 membres au total dont des experts qualifiés dans chacune des catégories primées, des journalistes, des Femmes en Or et des représentants des partenaires. Leur rôle est de détecter et sélectionner les femmes d’exception dans les différentes catégories.
Les candidates sélectionnées sont françaises, francophones d’origine étrangère, exerçant leur talent sur le territoire français ou défendant les couleurs d’une entreprise française. Une Femme en Or peut être réélue si son activité professionnelle a évolué vers une autre catégorie, ou après cinq années révolues si son actualité de l’année le justifie.
Plusieurs prix ont vu le jour depuis la création des trophées, notamment le prix Femmes en or de la Femme de cœur en 2003, qui récompense une femme engagée à la tête d'une association humanitaire et permet d’aider concrètement la gagnante grâce au déploiement de moyens et au soutien du collectif des Femmes en or.

## Trophées
De 1993 à 2015, le trophée remis à chaque lauréate est une sculpture créée en 1993 par Estelle Barelier, sculpteur et créatrice de bijoux dont la forme longue et ovale est entourée par un bracelet.
En 2016, en collaboration avec Artempo, les trophées ont été imaginés par l'artiste Véronique Darcon-Cazes[réf. souhaitée].

### Prix spéciaux
- Femme en Or de Cœur
- Femme en Or d'Honneur
- Prix de la Femme photo-reporter Paris Match

## Lieu de la cérémonie
- De 1993 à 2009 : Courchevel
- 2010 : Paris
- 2011 : Nice
- 2012 : pour la 20e édition, la cérémonie revient à Courchevel.
- 2013 à 2015 : Avoriaz
- 2016 : Paris[2]

## Palmarès par édition

### Palmarès de l'édition des Trophées 1993
- Coup de Cœur : Catherine Jeff
- Femme en Or de l'Art : Elisabeth Garouste
- Femme en Or d'Affaires : Gilberte Beaux
- Femme en Or de Sport / Aventure : Catherine Destivelle
- Femme en Or de la Communication : Mireille Dumas
- Femme en Or de Spectacle : Muriel Robin
- Femme en Or de la Mode : Chantal Thomass
- Coups de Chapeau : Marie-José Pérec

### Palmarès de l'édition des Trophées 1994
- Coup de Cœur : Marie-Ange Parère
- Femme en Or de l'Art : Ghislaine Arabian
- Femme en Or d'Affaires : Françoise Sampermans
- Femme en Or de Sport / Aventure : Carole Merle
- Femme en Or de la Communication : Béatrice Schönberg
- Femme en Or de Spectacle : France Gall
- Femme en Or de la Mode : Marie Mercié
- Coups de Chapeau : Charlotte de Turckheim et Sandrine Alexi

### Palmarès de l'édition des Trophées 1995
- Coup de Cœur : Yvette Barat
- Femme en Or de l'Art : Bettina Rheims
- Femme en Or d'Affaires : Corinne Bourgoin
- Femme en Or de Sport / Aventure : Isabelle Patissier
- Femme en Or de la Communication : Christine Ockrent
- Femme en Or de Spectacle : Patricia Kaas
- Femme en Or de la Mode : Estelle Hallyday
- Coup de Chapeau : Isabelle Autissier

### Palmarès de l'édition des Trophées 1996
- Coups de Cœur : Mireille Balestrazzi, Juliette Durand, Chantal Gabazzi et Myriam Sochaki
- Femme en Or de l'Art : Marie-Claude Pietragalla
- Femme en Or d'Affaires : Dany Breuil
- Femme en Or de Sport / Aventure : Jeannie Longo
- Femme en Or de la Communication : Elise Lucet
- Femme en Or de Spectacle : Mimie Mathy
- Femme en Or de la Mode : Lolita Lempicka

### Palmarès de l'édition des Trophées 1997
- Coups de Cœur : Claudie André-Deshays, Nelly Viennot , Danielle Thiéry et Sophie Duez
- Femme en Or de l'Art : Dominique Issermann
- Femme en Or d'Affaires : Geneviève Lethu
- Femme en Or de Sport / Aventure : Marie-Claire Restoux
- Femme en Or de la Communication : Isabelle Giordano
- Femme en Or de Spectacle : Véronique Sanson
- Femme en Or de la Mode : Sonia Rykiel

### Palmarès de l'édition des Trophées 1998
- Coups de Cœur : Anne Cullerre, Mona Chasserio et Emma de Caunes
- Femme en Or de l'Art : Andrée Putman
- Femme en Or d'Affaires : Catherine Painvin
- Femme en Or de Sport / Aventure : Catherine Chabaud
- Femme en Or de la Communication : Marine Jacquemin
- Femme en Or de Spectacle : Liane Foly
- Femme en Or de la Mode : Isabel Marant

### Palmarès de l'édition des Trophées 1999
- Coups de Cœur : Francine Leca, Hélène Ségara et Mathilde Seigner
- Femme en Or de l'Art : Danièle Thompson
- Femme en Or d'Affaires : Annette Roux
- Femme en Or de Sport : Karine Ruby
- Femme en Or de la Communication : Carole Gaessler
- Femme en Or de Spectacle : Michèle Laroque
- Femme en Or de la Mode : Barbara Bui

### Palmarès de l'édition des Trophées 2000
- Coups de Cœur : Martine Brousse, Isabelle Boulay et Emilie Dequenne
- Femme en Or de l'Art : Catherine Levy et Sigolène Prévois pour les Tsé-Tsé
- Femme en Or d'Affaires : Orianne Garcia
- Femme en Or de Sport : Laura Flessel
- Femme en Or de la Communication : Ruth Elkrief
- Femme en Or de Spectacle : Sabine Azéma
- Femme en Or de la Mode : Fred Sathal

### Palmarès de l'édition des Trophées 2001
- Femme en Or Femme de Cœur : Véronique Colucci
- Femme en Or de l'Art : Clara Halter
- Femme en Or d'Affaires : Marianne Tessler
- Femme en Or de Sport : Peggy Bouchet
- Femme en Or d'Action : Caroline Aigle
- Femme en Or de la Communication : Laurence Ferrari
- Femme en Or du Cinéma : Nathalie Baye
- Femme en Or de Spectacle : Muriel Robin
- Femme en Or de la Mode : Marie-Christiane Marek
- Femme en Or Comédienne de Télévision : Laétitia Casta
- Femme en Or d'Avenir : Julie Zenatti
- Femme en Or sans Frontière : Lara Fabian

### Palmarès de l'édition des Trophées 2002
- Femme en Or Femme de Cœur : Françoise Montenay
- Femme en Or de l'Art : Anne Gastinel
- Femme en Or d'Affaires : Mathilde Cathiard-Thomas
- Femme en Or de Sport : Ellen Mc Arthur
- Femme en Or de la Communication : Catherine Gentile
- Femme en Or du Cinéma : Catherine Frot
- Femme en Or de Spectacle : Zazie
- Femme en Or de la Mode : Véronique Nichanian
- Femme en Or Comédienne de fiction Télé : Astrid Veillon
- Prix Spécial Révélation Cinéma : Anna Mouglalis
- Prix Spécial Révélation Musicale : Assia

### Palmarès de l'édition des Trophées 2003
- Femme en Or Femme de Cœur : Anne Barrère[Laquelle ?]
- Femme en Or de l'Art : Nathalie Rheims
- Femme en Or d'Affaires : Dominique Reiniche
- Femme en Or de Sport / Aventure : Carole Montillet
- Femme en Or de la Communication : Arlette Chabot
- Femme en Or du Cinéma : Anne Parillaud
- Femme en Or de Spectacle : Dani
- Femme en Or de la Mode : Ece Ege
- Femme Comédienne de fiction Télé : Charlotte Kady
- Prix Spécial Révélation Cinéma : Cécile de France
- Prix Spécial Révélation du Musicale : Cécilia Cara

### Palmarès de l'édition des Trophées 2004
- Femme en Or Femme de Cœur : Stéphanie Fugain
- Femme en Or de l'Art : Hélène Darroze
- Femme en Or d'Entreprise : Isabelle Guichot
- Femmes en Or de Sport / Aventure : Sylvianne Félix,  Patricia Girard-Léno, Muriel Hurtis et Christine Arron (membres du relais 4 x 100 m)
- Femme en Or de la Communication : Maryse Burgot
- Femme en Or du Cinéma : Sylvie Testud
- Femme en Or de Spectacle : Axelle Laffont
- Femme en Or de la Mode : Fifi Chachnil
- Femme en Or Internationale : Milú Villela
- Femme en Or Révélation de l'Année : Mélanie Doutey
- Femme en Or Comédienne de fiction Télé : Natacha Amal

### Palmarès de l'édition des Trophées 2005
- Femme en Or Femme de Cœur : Gisèle Tsobanian
- Femme en Or de l'Art : Marie-Agnès Gillot
- Femme en Or d'Entreprise : Anne-Sophie Pastel
- Femme en Or de Sport / Aventure : Karine Fauconnier
- Femme en Or de la Recherche : Martine Raphaël
- Femme en Or de la Communication : Ariane Massenet
- Femme en Or du Cinéma : Isabelle Nanty
- Femme en Or de Spectacle : Clémentine Célarié
- Femme en Or de la Mode : Anne-Valérie Hash
- Femme en Or Révélation de l'Année : Alice Taglioni
- Femme en Or Internationale : Annick Kayitesi
- Femme en Or Comédienne de fiction Télé : Marie Fugain

### Palmarès de l'édition des Trophées 2006
- Femme en Or Femme de Cœur : Valérie Picavet-Wertheimer
- Femme en Or de l'Art : Caroline Andrieux
- Femme en Or d'Entreprise : Laurence Danon
- Femme en Or de Sport / Aventure : Virginie Dedieu
- Femme en Or Recherche : Catherine Jeandel
- Femme en Or de la Communication : Sophie Davant
- Femme en Or du Cinéma : Alexandra Lamy
- Femme en Or de Spectacle : Marie Laforêt
- Femme en Or de la Mode : Vanessa Seward
- Femme en Or Internationale : Sarah Lewis
- Femme en Or Révélation de l'Année : Amélie Mauresmo
- Prix Professionnel Consécration  : Odile Gilbert

### Palmarès de l'édition des Trophées 2007
- Femme en Or Femme de Cœur : Maria Nowak
- Femme en Or de l'Art : India Mahdavi
- Femme en Or d'Entreprise : Patricia Russo
- Femme en Or de Sport / Aventure : Raphaëla Le Gouvello
- Femme en Or de la Recherche : Bernadette Chatenet
- Femme en Or de la Communication : Marie Drucker
- Femme en Or du Cinéma : Nicole Garcia
- Femme en Or Révélation : Aïssa Maïga
- Femme en Or  de Spectacle : Emilie Dequenne
- Femme en Or de la Mode : Vanessa Bruno
- Femme en Or Femme de l'Année : Marianna Vardinoyannis
- Femme en Or Femme Internationale : Mélanie Bétancourt

### Palmarès de l'édition des Trophées 2008
- Femme en Or Femme de Cœur : Dominique Bayle
- Femme en Or de l'Art : Anne-Sophie Pic
- Femme en Or d'Entreprise : Valérie Hermann
- Femme en Or de l'Environnement / Qualité de Vie : Yolaine de la Bigne
- Femme en Or de Sport / Aventure : Gévrise Emane
- Femme en Or de Recherche et d'Innovation : Stéphanie Pitre
- Femme en Or de la Communication : Anne-Sophie Lapix
- Femme en Or du Cinéma : Mathilde Seigner
- Femme en Or Révélation : Mélanie Laurent
- Femme en Or de Spectacle : Florence Foresti
- Femme en Or de Mode : Tara Jarmon
- Femme en Or Femme de l'Année : Mama Tacko Galledou
- Femme en Or Femme Internationale : Victoria Abril

### Palmarès de l'édition des Trophées 2009
- Femme en Or Femme de Cœur : Véronique Morali
- Femme en Or de l'Art : Monique Frydman
- Femme en Or d'Entreprise : Sylvie Douce
- Femme en Or de l'Environnement : Geneviève Ferone
- Femme en Or d'Exploit : Assia El Hannouni
- Femme en Or de Recherche : Catherine Feuillet
- Femme en Or de la Communication : Audrey Pulvar
- Femme en Or Révélation du Cinéma : Nora Arnezeder
- Femme en Or de Spectacle : Julie Depardieu
- Femme en Or de Style : Pascale Mussard
- Trophée d'Honneur : Claire Chazal

### Palmarès de l'édition des Trophées 2010
- Femme en Or Femme de Cœur : Bernadette Chirac
- Femme en Or de l'Art : Justine Lévy
- Femme en Or d'Entreprise : Isabelle Capron
- Femme en Or de l'Environnement : Françoise-Hélène Jourda
- Femme en Or d'Exploit : Virginie Guyot
- Femme en Or de Recherche : Julia Kempe
- Femme en Or de la Média : Alessandra Sublet
- Femme en Or Révélation du Cinéma : Géraldine Nakache
- Femme en Or de Spectacle : Michèle Bernier
- Femme en Or de Style : Nathalie Rykiel

### Palmarès de l'édition des Trophées 2011
- Femme en Or Femme de Cœur : Adriana Karembeu
- Femme en Or de l'Art : Tatiana Trouvé
- Femme en Or d'Entreprise : Catherine Barba
- Femme en Or de l'Environnement : Claudine André
- Femme en Or d'Exploit : Camille Muffat
- Femme en Or de l'Innovation : Larissa Balakireva
- Femme en Or de la Média : Patricia Loison
- Femme en Or Révélation de l'Année : Charlotte Le Bon
- Femme en Or de Spectacle : Julie Ferrier
- Femme en Or de Style : Judith Milgrom
- Femme en Or de la Francophonie : Adèle Safi Kagarabi

### Palmarès de l'édition des Trophées 2012
- Femmes en Or Femme de Cœur : Marie Trellu-Kane, Lisbeth Shepherd et Anne-Claire Pache
- Femme en Or de l'Art : Jennifer Flay
- Femme en Or d'Entreprise : Sandra Le Grand
- Femme en Or de l'Environnement : Claire Nouvian
- Femme en Or d'Exploit : Marie-Amélie Le Fur
- Femme en Or de l'Innovation : Séverine Sigrist
- Femme en Or de la Média : Daphné Bürki
- Femme en Or Révélation du Cinéma : Alice Pol
- Femme en Or révélation de la Musique : Imany
- Femme en Or de Spectacle : Sylvie Guillem
- Femme en Or de Style : Bouchra Jarrar
- Trophée du Public : Marie-Amélie Le Fur

### Palmarès de l'édition des Trophées 2013
- Femme en Or Femme de Cœur : Véronique Colucci
- Femme en Or de l'Art : Muriel Mayette-Holtz
- Femme en Or d'Entreprise : Laëtitia Puyfaucher
- Femme en Or de l'Environnement : Stéphanie Goujon
- Femme en Or d'Exploit : Marion Bartoli
- Femme en Or de l'Innovation : Anne-Marie Lagrange
- Femme en Or de la Média : Wendy Bouchard
- Femme en Or Révélation du Cinéma : Mélanie Bernier
- Femme en Or révélation de la Musique : Flavia Coelho
- Femme en Or de Spectacle : Catherine Frot
- Femme en Or de Style : Nathalie Samson Friedlander
- Trophée du Public : Anne-Marie Lagrange
- Trophée d'Honneur : Annie Famose

### Palmarès de l'édition des Trophées 2014
- Femme en Or Femme de Cœur : Samira Djouadi
- Femme en Or de l'Art : Claire Tabouret
- Femme en Or d'Entreprise : Aliza Jabès
- Femme en Or de l'Environnement : Myriam Maestroni
- Femme en Or d'Exploit : Floria Gueï
- Femme en Or de l'Innovation : Denise Pumain
- Femme en Or de la Média : Laurence Haïm
- Femme en Or Révélation du Cinéma : Alice David
- Femme en Or révélation de la Musique : HollySiz
- Femme en Or de Spectacle : Camille Chamoux
- Femme en Or de Style : Véronique Leroy
- Trophée du Public : Nahida Nakad

### Palmarès de l'édition des Trophées 2015
Cette 23e édition se déroule à Avoriaz, le 12 décembre 2015 et récompense les femmes suivantes :
- Femmes en Or Femme de Cœur : Isabelle Autissier et Françoise Holder
- Femme en Or de l'Art : Farah Atassi
- Femme en Or d'Entreprise : Dominique Loiseau
- Femme en Or de l'Environnement : Cécile Galoselva
- Femme en Or d'Exploit : Aude Lemordant
- Femme en Or de l'Innovation : Anne-Virginie Salsac
- Femme en Or de Média : Léa Salamé
- Femme en Or Révélation du Cinéma : Victoria Bedos
- Femme en Or révélation de la Musique : Nach (Anna Chédid)
- Femme en Or de Spectacle : Berengère Krief
- Femme en Or de Style : Agnès B.
- Femme en Or Digitale : Delphine Remy-Boutang
- Trophée du Public : Anne-Virginie Salsac

### Palmarès de l'édition des Trophées 2016
Le palmarès de la 24e édition est révélé le 29 novembre 2016, après la cérémonie organisée à l'Hôtel de Ville de Paris.
- Femmes en Or Femme de Cœur : Joséphine Bouchez et Adèle Galey[4],[5] :
- Femme en Or de l'Art : Judith Darmont
- Femme en Or d'Entreprise : Nathalie Balla
- Femme en Or de l'Environnement : Julie Garnier
- Femme en Or d'Exploit : Estelle Mossely
- Femme en Or de la Smart City : Paola Goatin
- Femme en Or de Média : Caroline Roux
- Femme en Or de Cinéma :  Houda Benyamina
- Femme en Or de Musique : Hyphen Hyphen
- Femme en Or du Goût : Julia Sedefdjian
- Femme en Or Digitale : Marie-Vorgan Le Barzic[6]